# Salt amb esquís als Jocs Olímpics d'hivern de 2002
Als Jocs Olímpics d'Hivern de 2002 celebrats a la ciutat de Salt Lake City (Estats Units) es disputaren tres proves de salt amb esquís en categoria masculina.
La competició se celebrà entre els dies 10 i 13 de febrer de 2002 a les instal·lacions del Utah Olympic Park. Hi participaren un total de 73 saltadors de 22 comitès nacionals diferents.

## Resum de medalles
| Prova                  | Or                                                                        | Argent                                                                             | Bronze                                                               |
| Salt amb esquís 90 m.  | Simon Ammann                                                              | Sven Hannawald                                                                     | Adam Małysz                                                          |
| Salt amb esquís 120 m. | Simon Ammann                                                              | Adam Małysz                                                                        | Matti Hautamäki                                                      |
| Prova per equips       | AlemanyaSven Hannawald · Stephan Hocke · Michael Uhrmann · Martin Schmitt | FinlàndiaMatti Hautamäki · Veli-Matti Lindström · Risto Jussilainen · Janne Ahonen | EslovèniaDamjan Fras · Primoz Peterka · Robert Kranjec · Peter Žonta |

## Medaller
| Posició | País      | Or | Argent | Bronze | Total |
| 1       | Suïssa    | 2  | 0      | 0      | 2     |
| 2       | Alemanya  | 1  | 1      | 0      | 2     |
| 3       | Finlàndia | 0  | 1      | 1      | 2     |
| 3       | Polònia   | 0  | 1      | 1      | 2     |
| 5       | Eslovènia | 0  | 0      | 1      | 1     |
|         |           |    |        |        |       |
| Total   | Total     | 3  | 3      | 3      | 9     |